# Канськ
Канськ (рос. Канск) — місто (з 1782) у Росії, адміністративний центр Канського району Красноярського краю. Утворює міський округ місто Канськ. Населення — 80 000 чол. (2024).

## Географія

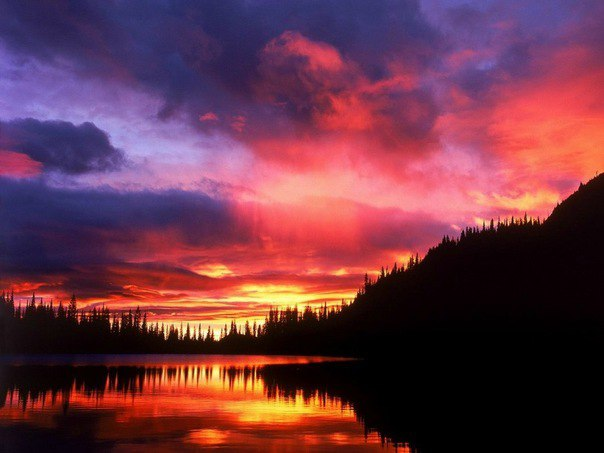
Річка Кан

Місто розташоване на обох берегах річки Кан (права притока Єнісею) в 247 км на схід від Красноярська.

### Клімат
- Середньорічна температура повітря — 0,2 °C
- Відносна вологість повітря — 70,3 %
- Середня швидкість вітру — 3,0 м/с

## Історія
Засновано у 1628 році як Канський малий острожек біля Комарівських порогів на річці Кан у 43 км нижче сучасного міста. У 1636 році перенесений на нинішнє місце. Як і Красноярськ, місто будувалося як фортеця від набігів єнісейських киргизів.
У 1717 році до Канську були переселені двадцять родин козаків з Красноярську. У 1720—1724 роках у Канському острозі було двадцять два двори, у яких мешкало 126 осіб чоловічої статі. До 1722 року була побудована єдина у Красноярському повіті ружна Спаська церква.
До 1735 року площу острогу було збільшено. Були побудовані нові стіни, рів глибиною та шириною три аршини. У самому острозі побудовано сорок дворів, куди починають переселятися селяни, ремісники, торговці. Першими селянами Канську були Веремій Шиляєв з Абаканського острогу, Філат Дмитрієв з села Павловського, та самотній 44-річний засланець Іван Бєлих, з кріпаків Московського повіту.
У 1740-х роках через Канськ пройшов Сибірський тракт. У місті з'явилася поштова станція. Розпочалося підселення засланих селян.
У 1782 році населення Канську складалося з сорока однієї ревізької душі купців та міщан, 264 ревізьких душ державних селян та восьми поселенців.
У грудні 1822 року місто отримало статус окружного, ставши центром Канського округу (з 1879 року — Канського повіту) Єнісейської губернії. У місті починають з'являтися чиновники — у 1823 році сімнадцять осіб. Канськ у цей час складається з двох кварталів, трьох вулиць та трьох провулків, кам'яної парафіяльної церкви, трьох казенних та двох громадських дерев'яних будівель. Були також 161 будинок, три шинки, чотири магазини, лікарня, богадільня та повітове училище. Ремеслами займаються 123 особи, торговлею — дві особи. Населення Канську у 1823 році складало 1112 осіб. Після 1831 року у місті згідно з указом Сенату відкривається поштове відділення.
У 1847—1849 роках китайські купці придбали у Кяхті 133 933 юхтових шкір. З них 6463 штук (близько 4,8 %) мали канське походження. У 1850 році вісім з десяти купців вищих гільдій займаються видобутком золота.
До 1861 року Канськ стає повноцінним містом — з'являються заводи: миловарний, шкіряний, два салотоплельних. У місті живуть сорок три дворянина, дев'ять купців I та II гільдії. Населення складає 2486 осіб.

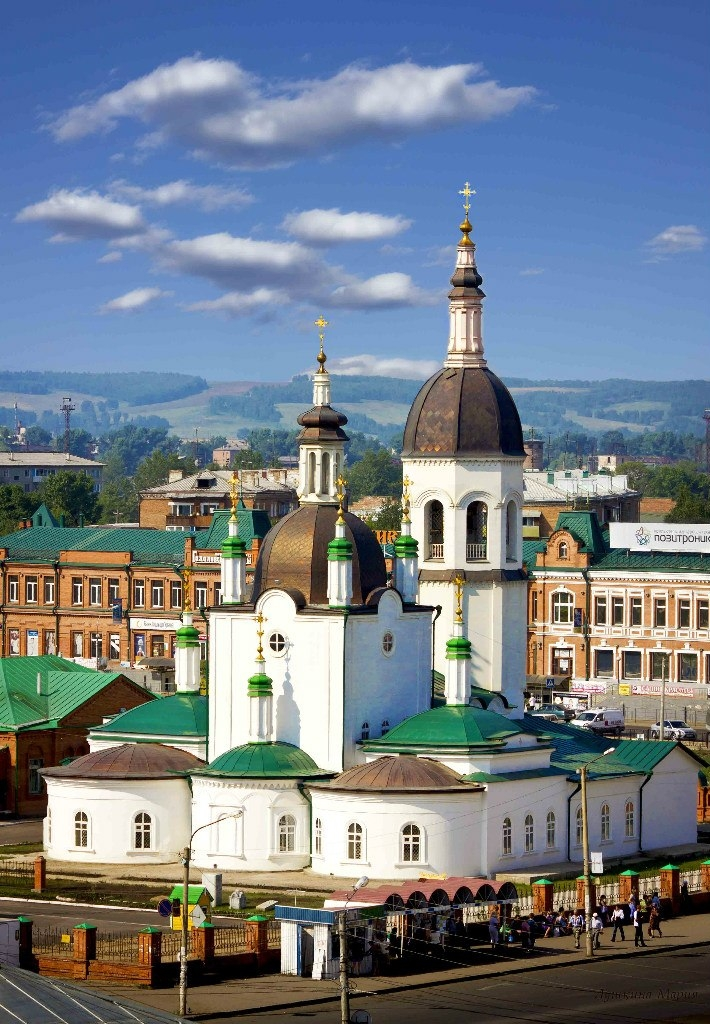
Свято-Троїцький собор

У 1875 році у Канську введено Городове положення. Обрано у міську думу тридцять гласних та шість членів Управи.
У 1897 році відкрилося «Товариство допомоги початковій освіті», відкрита народна читальня.
До початку XX століття у Канську було шість кустарних шкіряних заводів, два свічкових, один миловарний. Населення у 1897 році складало 7537 осіб. Будинків 534, з них лише два кам'яних, дві кам'яні церкви, єврейська молитовня. Діяли три училища, міський банк з капіталом 80 000 рублів.
У 1911 році почав працювати кінематограф «Фурор» купчихи А. П. Яковлевої на триста місць — перший культурний заклад Канська.
Під час Першої світової війни у місті було створено табір для військовополонених, у якому зимою 1915—1916 року утримувалось шість тисяч осіб.
Під час Громадянської війни Канськ був одним з центрів партизанського руху. У травні 1920 року відомий письменник-сатирик Ярослав Гашек, який проживав у місті нетривалий час, одружився тут на дочці купця Львова.
З 9 грудня 1925 року по 30 липня 1930 року Канськ — окружний центр Канського округу Сибірського краю. Потім входив до складу Східно-Сибірського краю. З 1934 року — районний центр Красноярського краю.
Під час німецько-радянської війни у місто було евакуйовано з європейської частини країни низку підприємств текстильної промисловості. У роки війни у Канську були побудовані бавовняний комбінат та гідролізний завод. Були розгорнуті дванадцять госпіталів на п'ять тисяч ліжок.
У 1986 році місто було нагороджене орденом «Знак Пошани».
Герб міста
Історичний герб міста був затверджений (20) грудня 1855 року. Щит розділений на дві рівні частини, на верхній зображено Єнісейський герб, а на нижній, на зеленому полі, золотий житній сніп. Щит прикрашений золотою міською короною. 15 грудня 2010 року був затверджений герб муніціпального утворення міста Канськ, зник знак Єнісейської губернії, залишився житній сніп на зеленому тлі щита, герб прикрашено золотою короною.
Місце заслання

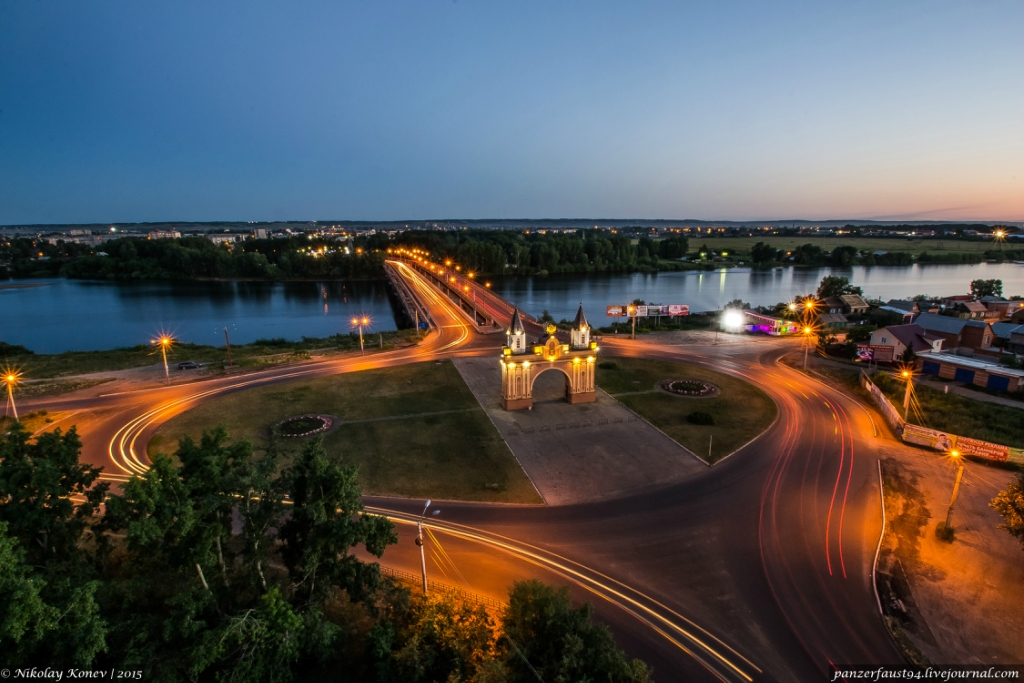
Передмоства площа, Арка

У 1912 році у Канську налічувалося п'ятдесят п'ять засланців.
Під час сталінських репресій у місті проживало чимало засланців, які мали дуже високий інтелектуальний, освітній та професійний рівень. Наприклад, брат народного художника СРСР Мартироса Сар'яна Н. П. Сарієв викладав у дитячій музичній школі за часів, коли її очолювала заслужений працівник культури РРФСР Л. П. Крючкова. Саме її заслугою було визнання школи зразковою у Красноярському краї.

## Населення
Станом на 1 січня 2016 року за чисельністю населення місто перебувало на 190 місці з 1112 міст Російської Федерації. Четверте за чисельністю населення місто Красноярського краю — після Красноярська, Норильська та Ачинська.

## Місцеве самоврядування
Голова міської ради народних депутатів
- 1989—1991 — Бойко Анатолій Олексійович

Голова виконавчого комітету міської ради
- 1989—1992 — Пелягін Олександр Олександрович

Голови адміністрації
- 1992—1996 — Петрін Віктор Романович
- 1996—1999 — Сазонов Сергій Олександрович
- З 4 квітня 2000 року — Гуров Сергій Миколайович.
- З 2 березня 2008 року — Сідєльніков Андрій Геннадійович
- З 4 березня 2012 року — Качан Надія Миколаївна

## Промисловість
У 2015 році підприємства міста виробили продукції на 2,65 мільярди рублів. Одна з головних галузей промисловості — переробка лісу. У 2015 році у місті та Канському районі переробкою лісу займалися 97 юридичних осіб.
Великі підприємства:
- Канський лікеро-горілчаний завод (у даний час зупинений)[6]
- Канський ЛХК
- Канський комбінат будівельних конструкцій
- Канська ТЕЦ — філія ВАТ «Єнісейська ТГК (ТГК-13)»
- Завод легких металоконструкцій ТОВ КЗЛМК «МАЯК»
- «Сегмент» (колишній ЗБДО «БУММАШ»)
- «Канпласт» завод з виробництва полімерних пакувальних матеріалів
- комбайнозбиральний завод

## Транспорт та оборона

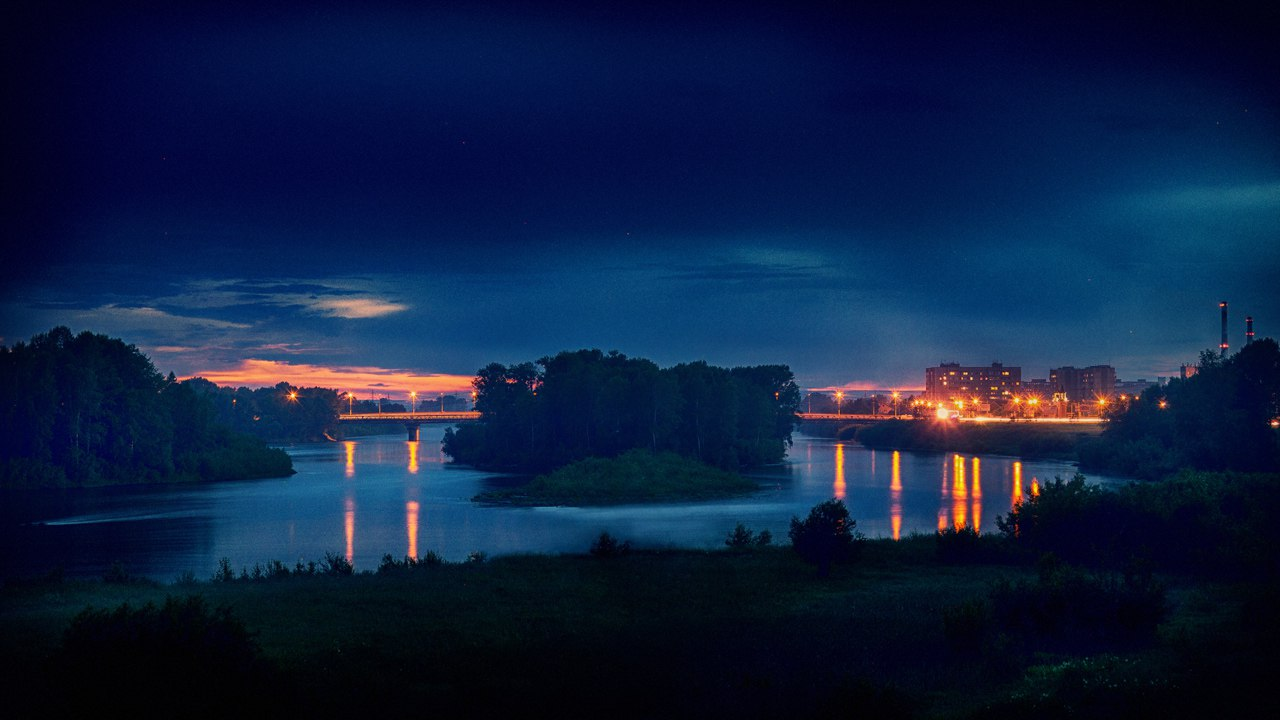
Автомобільний міст через річку Кан у центрі міста

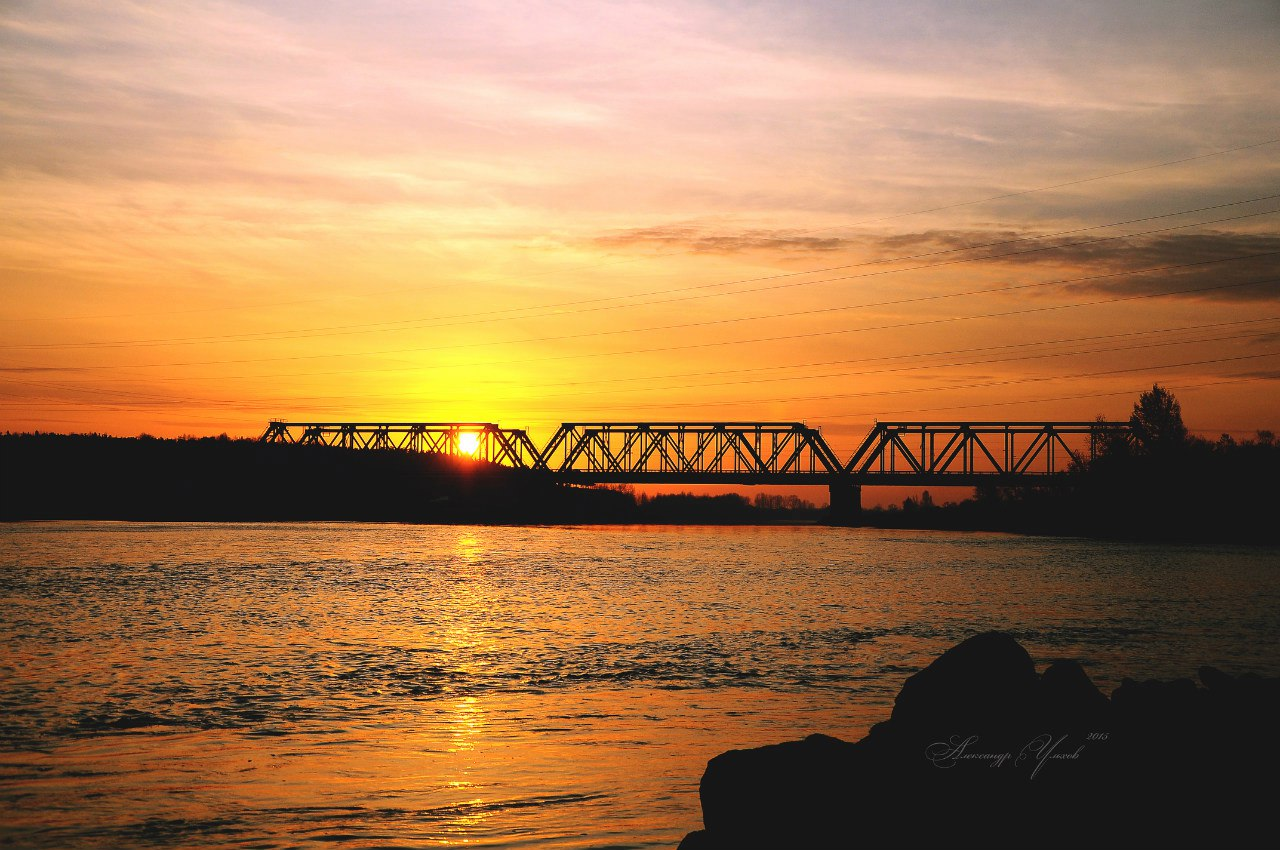
Залізничний міст Транссиба через Кан в центрі міста

У якості міського транспорту використовуються маршрутні автобуси.
Важливий залізничний вузол на Транссибі — станція Канськ-Єнісейський.
Через місто проходить автомагістраль Р255 (М53) «Сибір».
У місті є аеродром — авіабаза ВПС РФ Канськ (Дальній) розташована неподалік від Чечеула.
До 2007 року у Канську розташовувалася 23-я ракетна дивізія, озброєна 45 ПУ РТ-2ПМ «Тополь».

## Освіта
У даний час у Канську працюють:
- 17 шкіл, 2 гімназії та 1 ліцей,1 кадетський корпус
- художня школа,
- 3 музичні школи.
- Канський медичний технікум,
- Педагогічний коледж[7],
- Канський політехнічний коледж[8],
- Канський технологічний коледж[9].
- Красноярський крайовий бібліотечний технікум
- Канський технікум галузевих технологій та сільського господарства

## Засоби масової інформації
У місті ведуть мовлення 18 телеканалів у аналоговому форматі, готується запуск першого цифрового мультиплексу на 23 ТВК, ведуть мовлення 9 радіостанцій.

## Культура

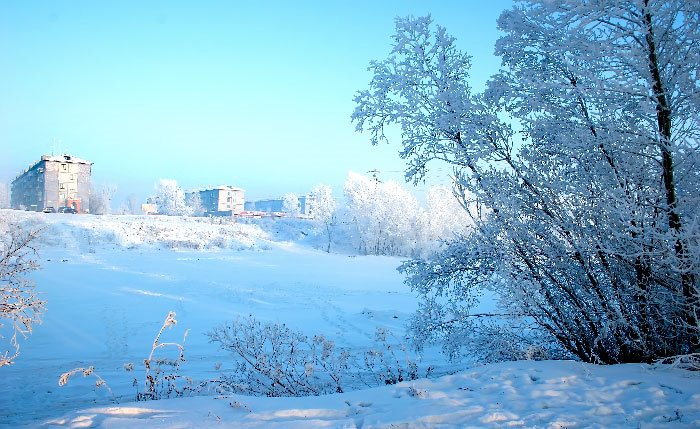
Передмостовий мікрорайон

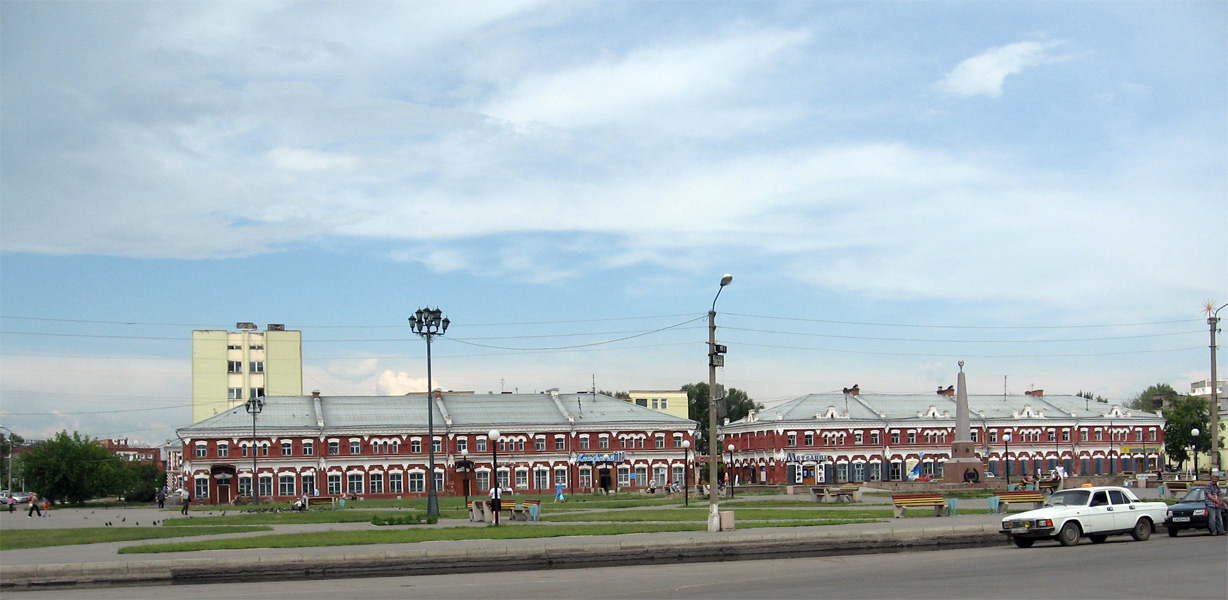
Площа Коростельова

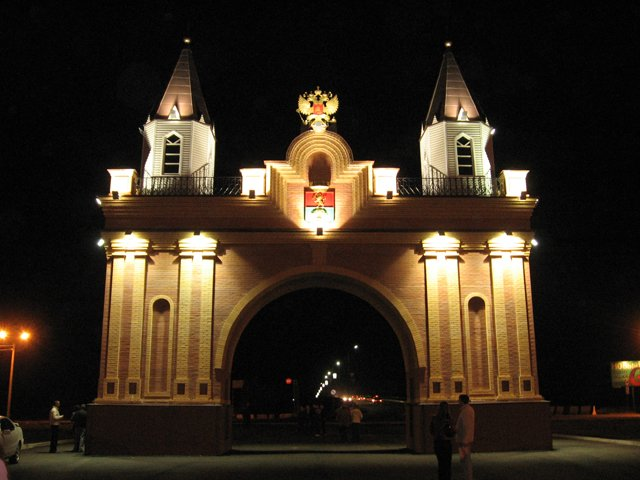
Тріумфальна арка

З 2002 року у місті проводиться Міжнародний Канський відеофестиваль.
Працює Канський драматичний театр, також є «Міський будинок культури», БК «Схід», БК «Будівельник».
У місті працює дві дитячих музичних школи. Однією зі шкіл керувала Заслужений робітник культури РРФСР Лариса Петрівна Крючкова, яка закінчила красноярське музичне училище по класу викладача Годіна, який був учнем тенора П. І. Словцова — уродженця канської землі.
Музеї
Канський краєзнавчий музей був відкритий у 1922 році. До 1990 року розташовувався у будівлі Свято-Покровського собору. У даний час розміщується у відреставрованій будівлі першого у Канську кінотеатру «Фурор».
У місті є ЦБС м. Канська (централізована бібліотечна система) до складу якої входять 11 бібліотек: ЦДБ ім. А. П. Чехова, Центральна дитяча бібліотека, міська бібліотека ім. А. та Б. Стругацьких, бібліотека-філія № 2, бібліотека-філія № 3, молодіжна бібліотека, Міська бібліотека ім. Ю. Р. Кисловського, бібліотека-філія № 8, бібліотека-філія № 12, дитяча бібліотека-філія № 7, дитяча бібліотека-філія № 11.

## Розваги та відпочинок
У Канську працюють: Кінотеатр «Космос», на його базі кав'ярня «Кофеманія», Молодіжний центр «Схід», Боулінг клуб «Піраміда», ресторан «Занурення», ресторан та готель «Сибір», готель «Атлантида», кафе «Перлина», готель «Південь», готель «1000 та 1 ніч», ТРЦ «Порт-Артур», кемпінг «Ведмідь» (на базі кемпінгу готель, кафе, бенкетна зала), три нічні клуби: «GOROD», «Paris club», та «хХх»
У Канську увесь зимовий сезон працює гірськолижна база. У 2011 році був відкритий спортивний комплекс «Дельфін» на вулиці Горького.

## Міста-побратими
- Полоцьк, Білорусь[10].